# Gustavino
Gustavino, pseudonimo di Gustavo Carlo Claudio Rosso (Torino, 17 febbraio 1881 – Milano, 8 ottobre 1950), è stato un illustratore italiano.
Attivo per tutta la prima metà del XX secolo, eseguì più di 9 000 disegni, collaborando con riviste e periodici (tra cui il Corriere dei Piccoli e Il Lavoro di Genova) e illustrando numerosi classici della letteratura, quali diversi volumi della celeberrima collana per ragazzi La Scala d'oro (fra cui il Peter Pan di James Barrie) per la UTET di Torino, Le confessioni d'un italiano di Ippolito Nievo per Treves, il Circolo Pickwick di Charles Dickens e I tre moschettieri di Alexandre Dumas per Rizzoli, nonché I promessi sposi per la Casa editrice Manzoniana.
Tipici della sua opera erano il realismo attento ai particolari e l'uso raffinato del chiaroscuro.

## Biografia
Figlio dell'ingegner Felice Rosso e di Adele Ghè, fin da bambino è portato per il disegno, ma non frequenta nessuna Accademia o scuola d'Arte; studia invece con profitto per la maturità classica. Proprio al liceo, per un tema su Le confessioni di un ottuagenario, prepara anche dei disegni e promette al professore di realizzare un giorno delle illustrazioni professionali per tale romanzo.
Lo studio non lo distoglie dalle attività sportive comuni all'epoca (ciclismo, canottaggio, scherma), che pratica con entusiasmo.
Poiché il padre lo vorrebbe avvocato, intraprende gli studi di giurisprudenza e si laurea a pieni voti, ma senza mai esercitare l'avvocatura.
Nel 1900 vende le sue prime illustrazioni, già firmandosi con il diminutivo Gustavino: disegnini spiritosi per la rubrica umoristica del settimanale Il Giovedì - Letture illustrate per la gioventù (Giulio Speirani e figli editori, Torino).
Nel 1903 si trasferisce a Genova dove, dal 1905 al 1912, collabora con il quotidiano Il Lavoro, per il quale esegue tanto caricature quanto ritratti a penna ricavati da fotografie, utilizzati all'epoca dai giornali in quanto le fotografie stesse avevano una pessima resa con le tecniche di stampa diponibili.
Le sue prime illustrazioni per un libro, Firenze presa sul serio di Augusto Novelli, edito nel 1908 da Bemporad, gli danno una certa notorietà, tanto che nel 1909 inizia a collaborare anche con il Corriere dei Piccoli (per il quale produrrà, fino al 1949, circa 2 200 disegni) e dal 1911 con La Domenica dei Fanciulli di Paravia (fino al 1920, circa 260 disegni).
Chiamato alle armi per la Grande guerra, viene distaccato al Comando dell'VIII armata, dove esegue schizzi e grafici per i piani di operazione. Lavora inoltre per la propaganda, realizzando delle cartoline (anche con Oreste Pizio) e un quadro per il diorama "La battaglia del Piave" esposto all'Accademia di Belle Arti di Torino e poi al Collegio Romano. Inoltre sul Corriere dei piccoli disegna le storie di Toffoletto, un vecchio povero che aiuta i soldati.
Dopo la guerra riprende l'attività di illustratore, proseguendo le collaborazioni già intraprese e iniziandone di nuove.
Per Illustrazione del popolo, supplemento settimanale della Gazzetta del Popolo di Torino, realizza circa 370 disegni tra il 1921 e il 1941.
Nel 1929 si trasferisce a Milano.
Per anni si impegna per realizzare la promessa, fatta al professore del liceo, di illustrare Le confessioni di un italiano di Nievo, anche viaggiando nell'Alto Veneto per documentarsi sui luoghi; infine realizza "250 visioni" per l'edizione di Treves del 1931.

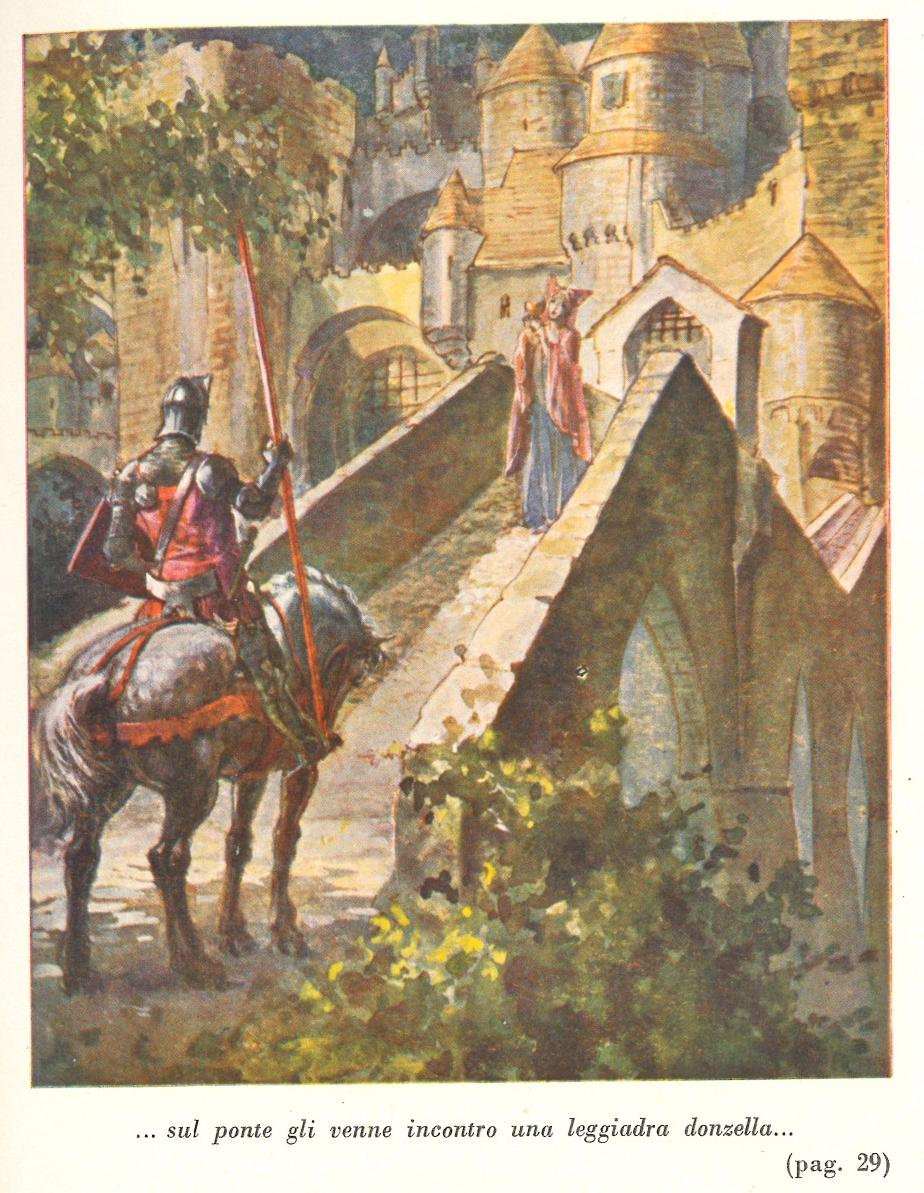
Illustrazione a colori per "La leggenda di Orlando" della collana La scala d'oro

Collabora con l'U.T.E.T., illustrando sedici volumi della collana La scala d'oro, e con Maria Bersani per la collana I bei libri di Paravia.
Tra il 1935 e il 1939, per Rizzoli, illustra la trilogia dei moschettieri di Dumas, per un totale di più di 800 disegni.
Da sempre antifascita, non si cura delle leggi razziali e anzi nel 1944 contribuisce a far scarcerare Fernando Palazzi, accusato di aver dato lavoro ad un ebreo.
Tra il 1939 e il 1947, produce oltre 300 illustrazioni per Il tesoro del ragazzo italiano - Enciclopedia illustrata curata da Vincenzo Errante e Fernando Palazzi.
Nel 1945 realizza 136 illustrazioni per Le gaie avventure di Til Ulenspighel pubblicato da Principato Editore e l'anno successivo 134 per gli Annali postumi del Circolo Pickwick di Dickens.
Realizza anche disegni pubblicitari, da quello per la Pasta Agnesi del 1939 a quello per la Lana Gatto del 1950, ma senza farsi distogliere dai progetti che lo interessano: rinuncia a commissioni ben retribuite per realizzare le 148 illustrazioni dell'edizione deI promessi sposi pubblicata nel 1949-1950 dalla Casa editrice Manzoniana (Milano).
A più di sessant'anni assiste e consiglia i tecnici in tipografia per la migliore resa delle sue illustrazioni, ma la troppa attività lo fiacca nel fisico: lavora fino all'ultimo giorno (completando la copertina a colori per Capitan Fracassa di S.A. Editrice Genio) e muore serenamente la notte tra il 7 e l'8 ottobre 1950.